# فارسی شکسته: دستور خط و فرهنگ املایی
فارسی شکسته: دستور خط و فرهنگ املایی کتابی از امید طبیب‌زاده است که در آن نویسنده بر پایهٔ پیکره‌ای برگرفته از متون معتبر ادبیات معاصر فارسی، به بررسی شکسته‌نویسی می‌پردازد و دستور خط و فرهنگ املایی برای آن ارائه می‌دهد. این کتاب نسخهٔ خلاصه‌ترِ کتاب مبانی و دستور خط فارسی شکسته محسوب می‌شود.

## نقد و بررسی
جلسهٔ نقد و بررسی این کتاب با حضور احمد سمیعی گیلانی، آبتین گلکار، غلامعلی حداد عادل، علی صلح‌جو و امید طبیب‌زاده در آبان ۱۳۹۸ در مرکز فرهنگی شهر کتاب برگزار شد.
زهرا زندی مقدم نیز در نشریهٔ دستور به نقد این کتاب پرداخت.